# Certificado de aptitud para la enseñanza secundaria (Francia)
El Certificado de Aptitud para la Enseñanza Secundaria (en francés: Certificat d'aptitude au professorat de l'enseignement du second degré, sigla CAPES) es un diploma profesional del Ministerio de Educación Nacional, Enseñanza Superior e Investigación de Francia. Se concede a los candidatos que, tras superar las pruebas de un concurso de contratación (externo, interno o tercer concurso), han sido admitidos al examen de cualificación profesional. El CAPES constituye, con la ayuda de la agrégation, la inscripción en la lista de aptitud y la adscripción, una de las formas de enseñanza, como profesor titular, en la enseñanza secundaria.
Desde 2010, los profesores certificados deben validar simultáneamente los exámenes del CAPES y un máster. Luego son funcionarios en prácticas durante un año (regla general aplicada a todos los funcionarios). El CAPES les permite enseñar en escuelas secundarias generales y tecnológicas (incluyendo BTS), así como a veces en universidades (estatus PRCE). A efectos del servicio, se puede pedir a los profesores titulados que hagan parte de su servicio en un instituto profesional. El certificado de aptitud para la enseñanza en el nivel secundario en las escuelas privadas contratadas (CAFEP) es el equivalente del CAPES en las escuelas privadas concertadas.

## Historia
El CAPES fue creado en 1950 para reclutar profesores para los colegios y liceos públicos generales y técnicos. Sucedió al Certificado de Aptitud para la Enseñanza en los Colegios (CAEC) creado en 1941 (los colegios se convirtieron entonces en bachilleratos, junto con los liceos estatales).